# Château de Marmousse
Le château de Marmousse se situe dans la vallée de la Blaise, un affluent de l'Eure, sur la commune de Garnay à 5 km au sud-ouest de Dreux, dans le département français d'Eure-et-Loir.

## Historique

### Situation géographique et administrative
Une motte entourée de larges fossés se dresse dans les Hauts-de-Garnay, à deux kilomètres de celle de Chambléan. Cet ancien camp gaulois est devenu au Moyen-Âge une motte féodale constituée du déblai de ses fossés circulaires et surmontée de sa tour en bois. Elle était le maillon d’une ligne défensive incluant le château de Dreux. Les incursions anglaises dans le royaume de France étaient alors nombreuses. Dreux fut incendié en 1188 sous Henri II Plantagenêt, vingt ans après la destruction de Châteauneuf-en-Thymerais. Dès 1101 se succèdent des noms de seigneurs : Renault de Marmousse, Payen de Marmousse et en 1300, Pierre de Garné. La butte a servi de poste avancé au logis seigneurial situé dans les Bas-de-Garnay, tournant le dos au village et bénéficiant des deux côtés d’une vue dégagée sur la plaine. Le seigneur et le prieur étaient à la fois des figures puissantes et tutélaires pour les habitants même s’il est arrivé que, lors des guerres de religion et de la Fronde, la soldatesque s'en prenne au curé et dévaste son prieuré.

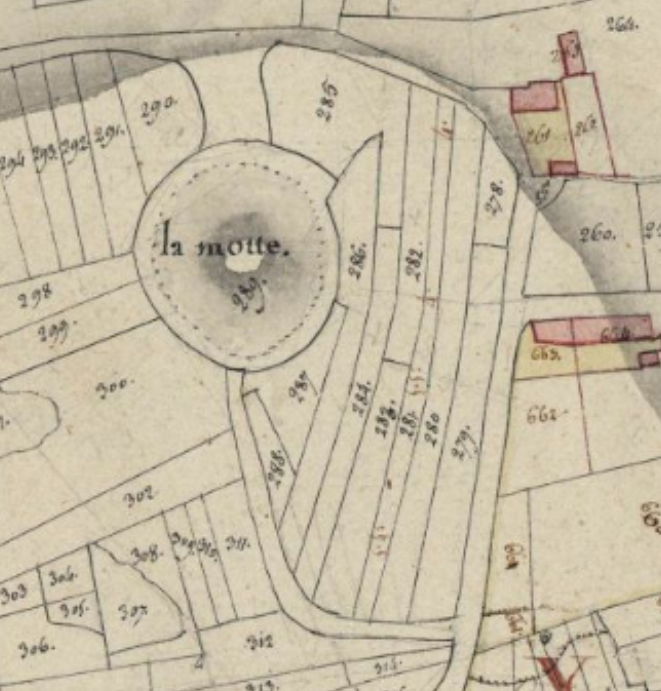
La motte féodale. (A.D. 28)

La terre de Marmousse est désignée dans un pouillé des paroisses de 1759 comme «une terre qui relève du roi et qui a moyenne et basse justice». L’essentiel des ressources provient des terres et fermes, des bois coupés tous les dix ans et des moulins à blé ou à foulon. Sous l’Ancien Régime, Garnay est un fief dépendant féodalement du comté de Dreux, judiciairement du bailliage royal de Montfort-l'Amaury et administrativement de la généralité de Paris, tandis que la deuxième partie de la seigneurie située à Chambléan appartient à la généralité d'Alençon.

### Cartes et plans du domaine

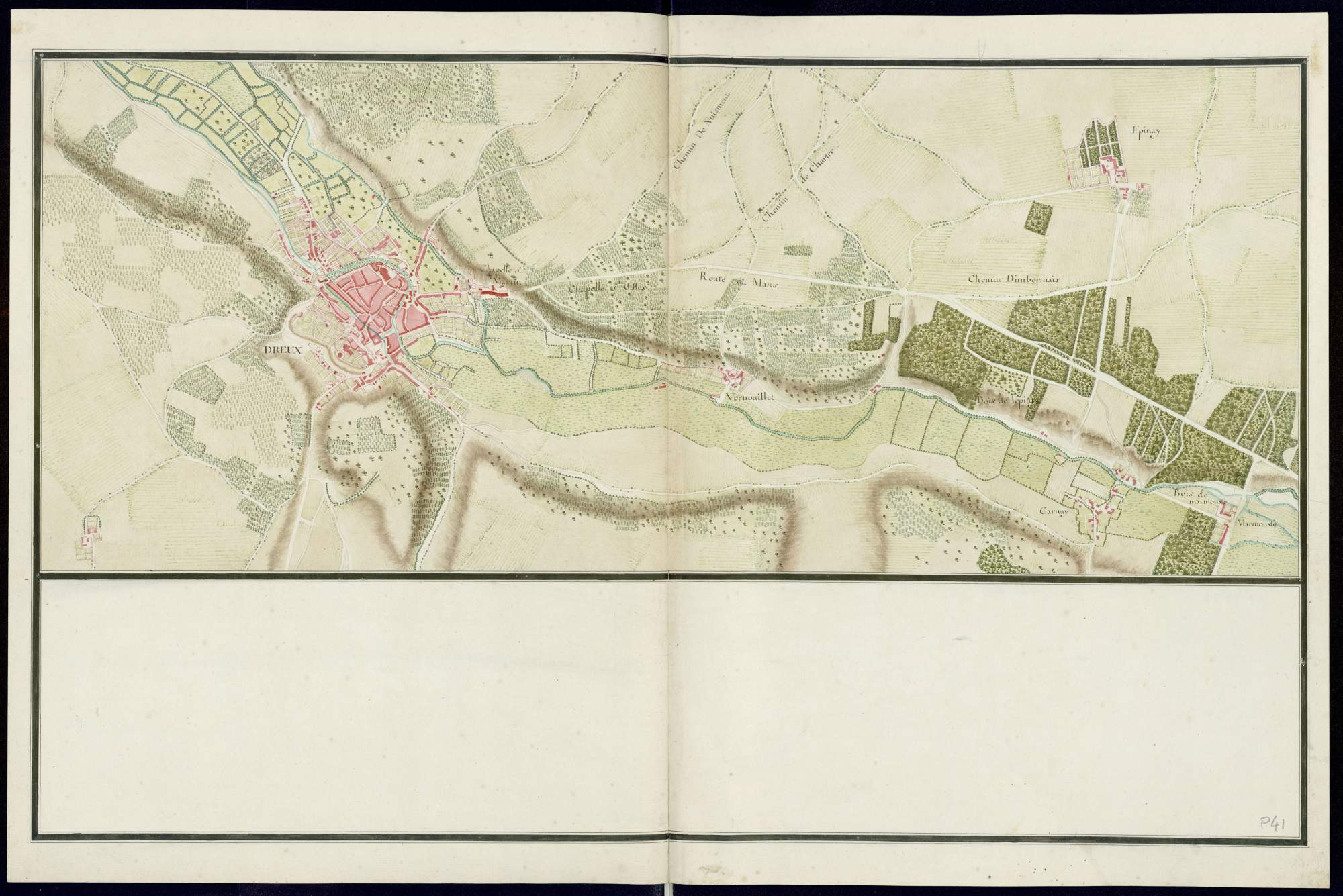
Marmousse sur l'Atlas de Trudaine

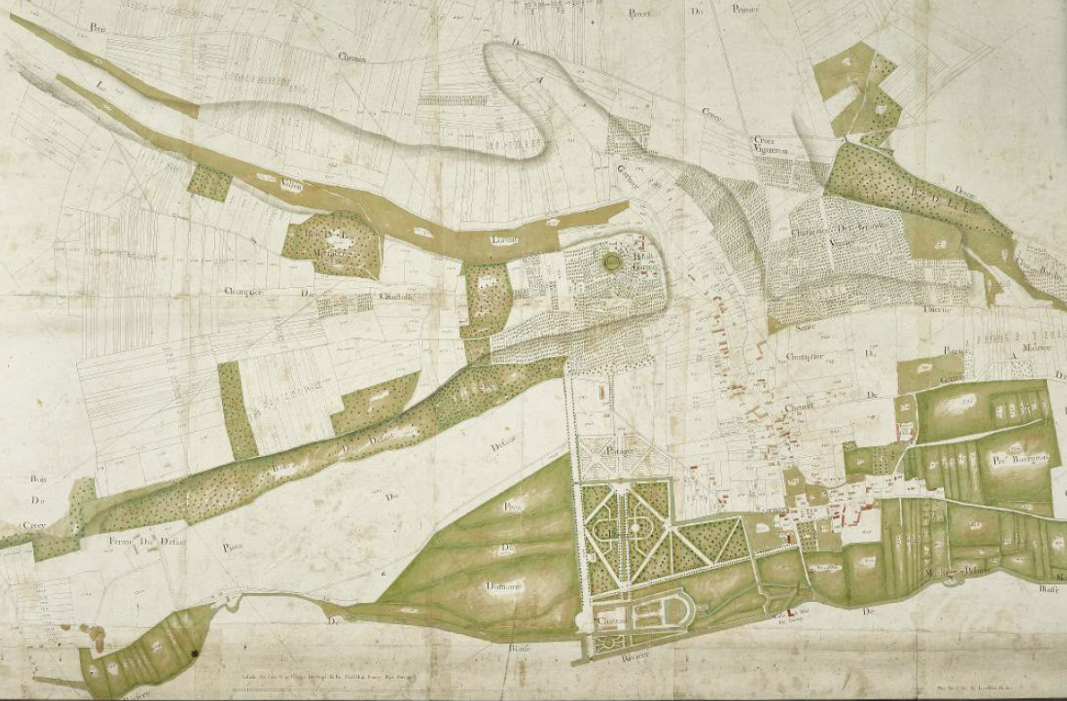
Plan de la seigneurie de Marmousse en 1756 (A.D.28)

Les Maynon, propriétaires de la seigneurie de Marmousse et Chambléan au XVIIIe siècle, ont eu à cœur de répertorier leurs terres. Vincent Maynon, représenté par le receveur de ses terres, Jacques Blanchard, riche laboureur, a fait établir un terrier entre 1726 et 1730 par le tabellion royal de la baronnie de Châteauneuf-en-Thymerais. En 1756, son fils a fait dresser le plan de la seigneurie. D’après les cartes et les plans, l’accès à Marmousse se fait par les vallées, soit par le chemin de Dreux à Garnay, soit par la grande route de Châteauneuf à Dreux, en empruntant le chemin des Fontaines et non la sente trop pentue. De Garnay, une allée rectiligne rejoint le château et débouche sur la grande allée. A gauche, se trouve l'avant-cour flanquée de deux pavillons et encadrée par deux grandes ailes de bâtiments. A droite, le parc, le potager et l’ancienne motte.
Le château est cerné par ses douves en eau. Voici la description qu’en fait François Perrault, curé de Prasville en Beauce (1719-1777), qui y fait une halte, sur la route du Havre.
« Le château, comme une île au milieu de la mer, est environné d’un long et large fossé toujours rempli d’eau. On n’y entre que lorsque les ponts sont baissés, un double canal renferme d’immenses parterres. Les belles fleurs dont ils sont couverts, un grand nombre de hauts orangers et un champ entier de réséda y répandent un parfum de la plus excellente odeur. Le milieu est orné d’une large pièce d’eau qui coule dans une magnifique cascade en forme de demi-lune dont le bruit se fait entendre au loin et forme un agréable murmure. »

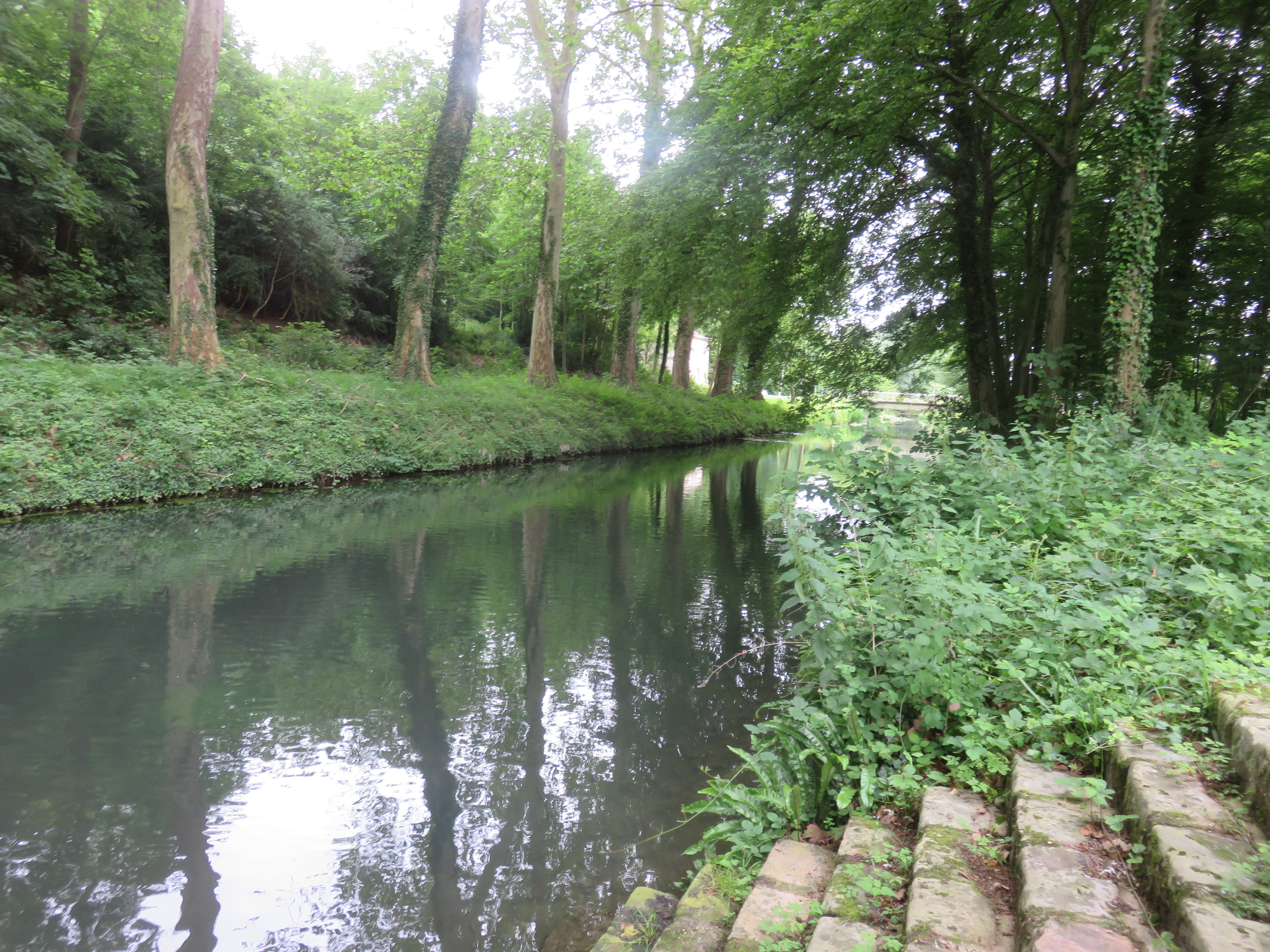
Le canal.

François Perrault écrit dans son récit de voyage que c’est « un château plus agréable encore que magnifique qui semble réunir tous les agréments qu’on peut désirer dans la vie. La nature lui en a prodigué ses dons et l’art a su les faire valoir, les embellir. » Il dit vrai. Vincent Maynon a fait procéder au creusement d’un canal sur 400 mètres, depuis le Trou Blanc jusqu’au moulin de Garnay, grâce au détournement du lit de la Blaise ainsi qu’à la création d’un parc à la française et d’un miroir d’eau. L’hiver, la glace recouvrant la Blaise était cassée, transportée en charrois et entreposée dans la glacière.

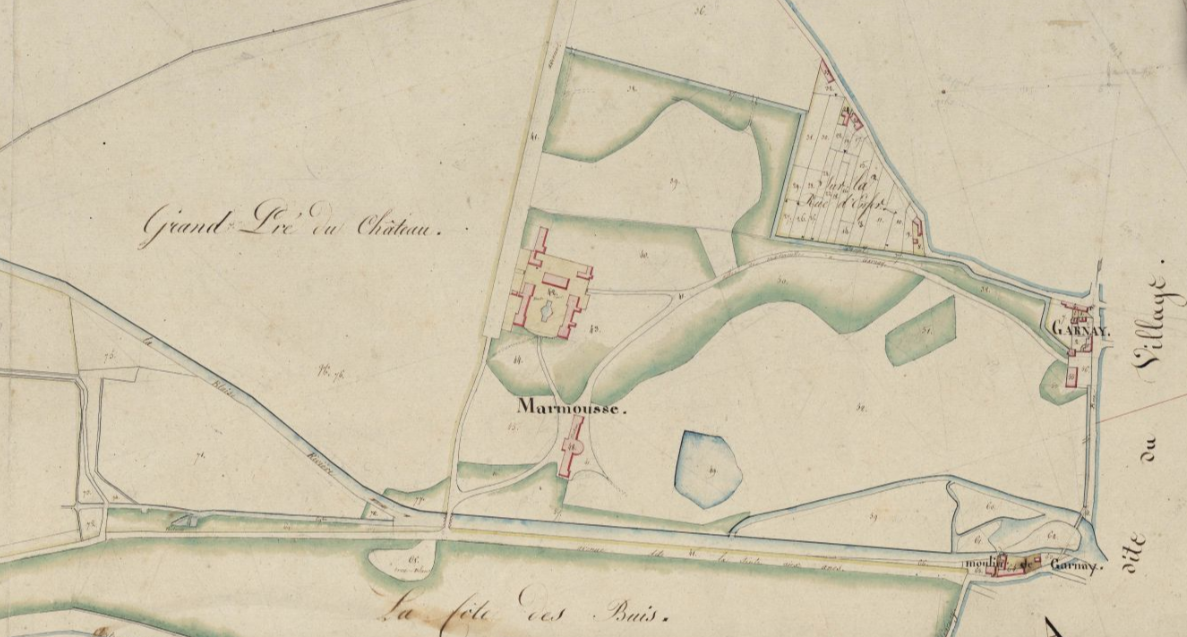
Les nouveaux communs sur le plan du cadastre napoléonien. (A.D.28)

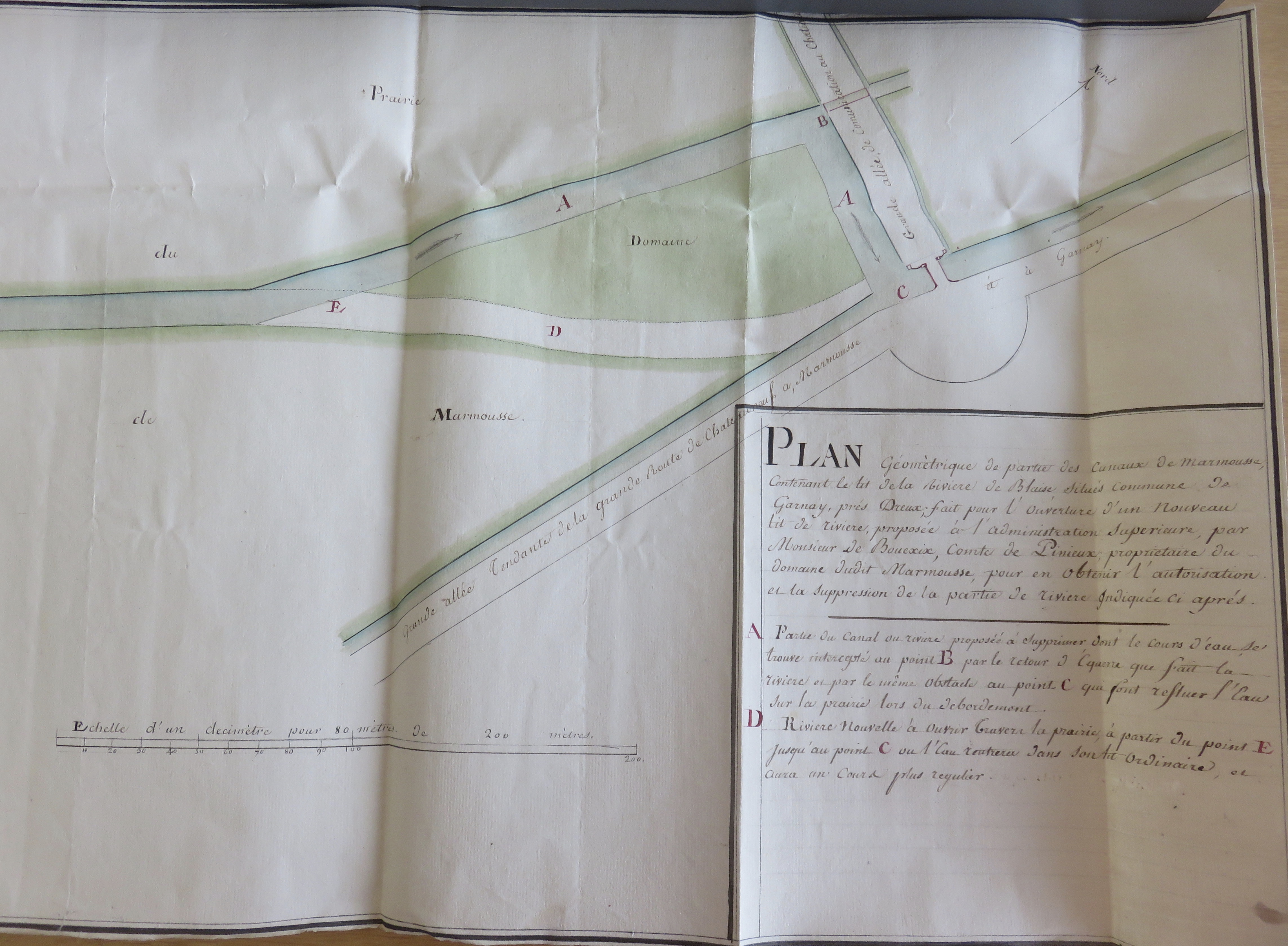
Plan du nouveau canal en 1818 sur la demande de M. de Pinieux. (A.D.28)

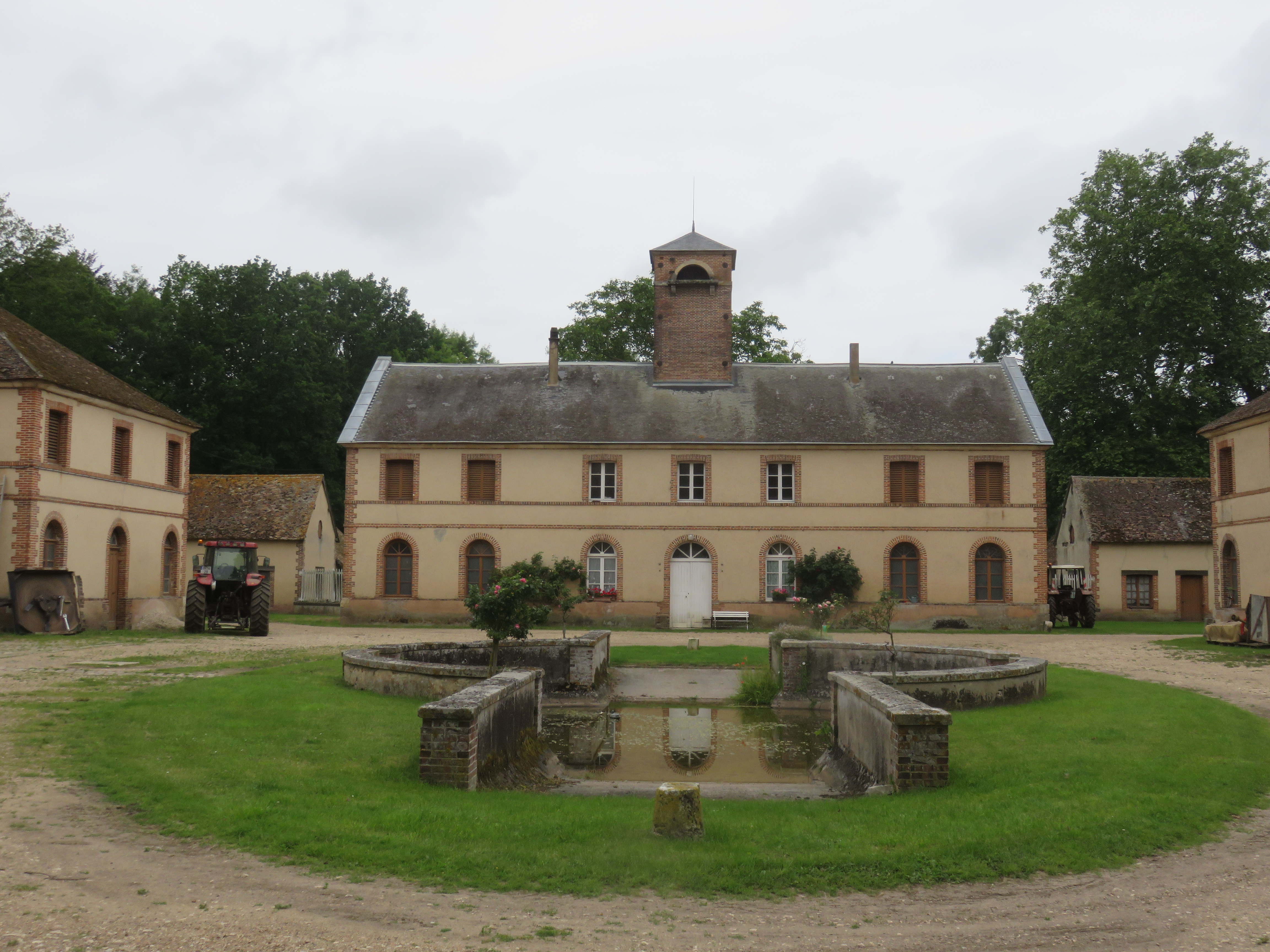
La ferme du château bâtie au XIXe siècle.

Au XIXe siècle, le comte de Pinieux met le domaine au goût du jour. Comblement des douves et simplification du cours de la Blaise en vue d’un débit plus rapide, avec suppression de l’ancien canal. Création d’un jardin à l’anglaise. Destruction des anciens communs pour en construire de nouveaux à une centaine de mètres à l’ouest. Mme de Pinieux, dans son testament, remercie son mari de tous les travaux de construction et d’embellissement qu’il a consentis et qu’elle estime à 260 000 francs.

### Architecture du château
Le château actuel est composé d’un long corps de logis de deux étages, flanqué d’un pavillon à chaque extrémité. Les deux façades sont semblables: le corps central est surmonté d’un fronton triangulaire percé d’un oculus, caractéristique du XVIIIe siècle. Sous la corniche, un arc de briques en plein cintre englobe la porte d’entrée. On accède à l’étage noble, matérialisé par ses hautes fenêtres et sa surélévation, par un escalier à double volée.
Lors de sa vente en 1714 puis en 1719, le château avait cette même configuration puisqu’il est désigné comme «un grand corps de logis accompagné de deux pavillons». L’épaisseur des murs plus importante du côté du canal laisse supposer que cette partie du château est la plus ancienne et que la façade fut prolongée ensuite. Autre différence avec le château actuel, il y avait dans la cour « deux grandes ailes de bâtiments, deux pavillons à l’entrée, un colombier et la chapelle, le tout entouré de fossés et en face du château, un grand jardin bordé d’un côté par la rivière qui donne de l’eau tout à l’entour et le parc joignant planté en hautes futaies et en allées. »
En 1719, le château est vendu avec ses meubles. Grâce à leur inventaire, on sait que le premier étage comporte un grand appartement, une salle à manger et trois chambres, une verte, une bleue et une jaune. Au deuxième étage, il y a six chambres avec leur cabinet de toilette et leur garde-robe ainsi que 20 lits de domestiques, tant au château que dans la basse-cour. Au rez-de-chaussée, la cuisine, l’office, le bûcher, la lingerie... L'inventaire de 1732, à la mort de Vincent Maynon, indique davantage de pièces meublées au premier étage: une salle à manger, deux appartements, une double chambre, cinq autres pièces, un garde-meuble et une chambre de domestique à l’entresol. La chapelle est évoquée dans les deux inventaires.

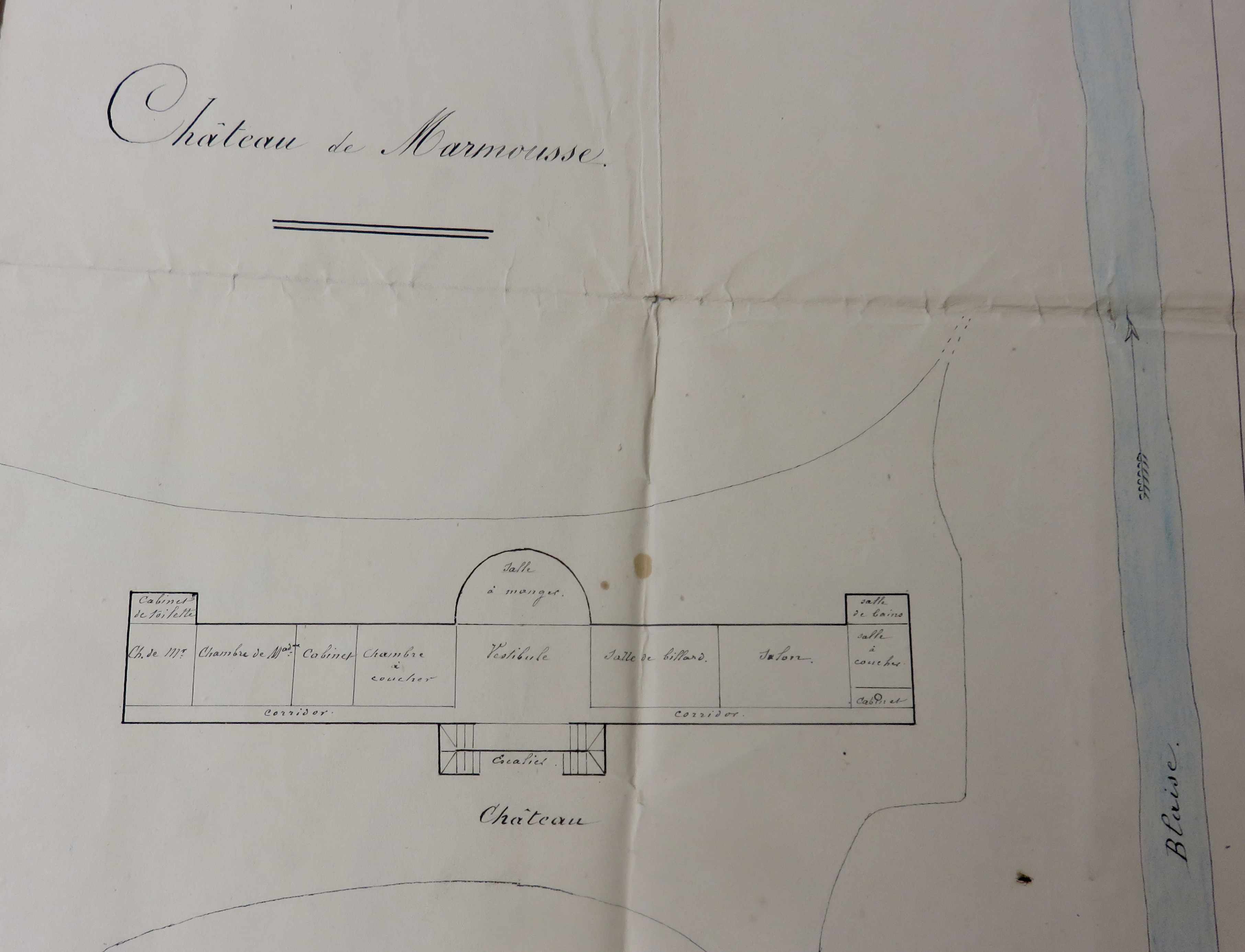
Plan du premier étage au XIXe siècle (A.D.28)

Au XIXe siècle, douze mansardes meublées ont été aménagées dans le grenier. Le premier étage, desservi par un corridor sur toute la façade sud-ouest, comporte une salle à manger en demi-lune, un salon, la salle de billard et quatre chambres avec leur cabinet de toilette ou salle de bains, logés aux deux extrémités du château. Le deuxième étage comporte 8 chambres avec leur cabinet de toilette et garde-robe.

Durant la seconde guerre mondiale, le château est occupé par les Allemands qui installent des cuisines dehors et saccagent le parquet du château pour se chauffer. Le château et ses dépendances, du fait de leur proximité avec l’aérodrome de Vernouillet, subissent des dégâts lors du bombardement du 12 juin 1944 et de l’explosion de munitions du 20 avril 1945. Le 7 ou 8 août 1944, des soldats allemands font également sauter deux vannes et la passerelle du barrage de la Grenouillère. A son retour de captivité, M. Louis Thureau-Dangin constate les dommages. L’indemnisation du MRU (ministère de la Reconstruction et de l'Urbanisme) lui permet d’engager des travaux qui vont durer jusqu’en 1955. Si la totalité du château n’est pas remise en état, les pièces indispensables à l’usage de la famille sont totalement refaites, avec démolition des cloisons et de la rotonde édifiée au XIXe siècle.

## Les propriétaires de Marmousse

### La famille Guillon au XVIIesiècle
En 1540, le fief est détenu par François de Boulehard avant de passer en héritage à sa fille Antoinette, représentée par son second mari, Guillaume de Lambert, seigneur du Chesnay, de Chailloy et de Garnay. Deux hommages sont rendus en son nom en 1557 et 1566. En 1568, le seigneur est Urbain de Nancelles, fils du premier mariage d'Antoinette de Boulehard avec Jean de Nancelles, seigneur de la Fosse et de Mormoulins, époux de Jacqueline de Fontaines, décédée à Garnay en 1630, dame de Chaudon, dont il a un fils, Charles, écuyer et sieur de Marmousse qui épouse en 1610 Marie Prudhomme et est ensépulturé à Garnay auprès de son père.
En 1615, la seigneurie est cédée à Messire René Sain de Bois-Le-Comte, seigneur de Rochefort, Grand Audiencier en 1622, contrôleur général des vivres, des camps et armées de sa Majesté, intendant d’armée en Italie lors de la guerre de la Valteline. Après sa mort à Turin, la seigneurie est acquise par Jacques de Guillon, seigneur de Richebourg, pour 75 000 livres. Celui-ci est maître des requêtes ordinaires, il officie comme surintendant de justice dans la généralité d’Orléans et obtient le brevet de conseiller du roi sous Louis XIII. La famille Guillon porte pour armes  d’azur au sautoir d’or. Ses collègues du Parlement lui donnent le sobriquet de «testonroigné du Palais parce qu’il n’a point de Lettres». On raconte qu’il a épousé sa femme, Louise Loquet de Lespine, fille d’un trésorier de la gendarmerie de France, pour sa beauté. Gédéon Tallemant des Réaux écrit dans ses Historiettes que Mme Guillon, dans sa jeunesse, était si belle que Marie de Médicis qui ne doutait de rien s’exclama dans son charabia habituel. «E bella questa Guillon, mi ressemble». Pour cette raison, Mme Guillon eut beaucoup de galants jusqu’à ce que l’âge venant, le temps «la guérisse» et qu’elle plonge dans la dévotion. Le couple, quand il n’est pas en son château, demeure à Paris, rue Christine, paroisse Saint-André des Arts.

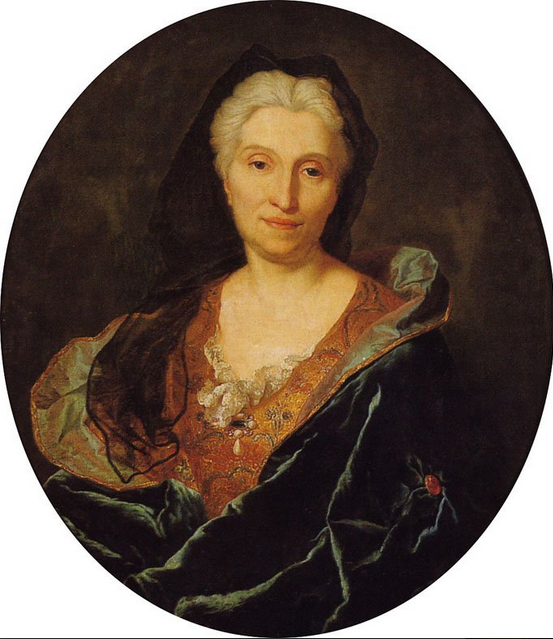
Barbe-Madeleine, sœur de Vincent 1^{er}, épouse d'Étienne-Vincent Roujault, beau-frère de M. de Lamoignon.

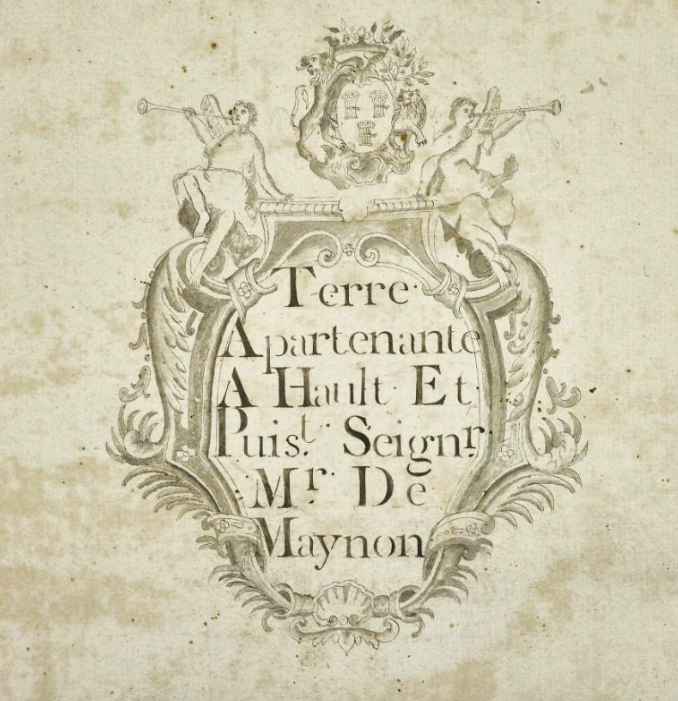
Les armes de la famille Maynon (A.D.28)

Jacques de Guillon meurt en 1647. La seigneurie de Marmousse revient à son fils Antoine en 1650. Ce dernier, consacré chevalier de Malte le 22 décembre 1633 et bien qu’ayant fait «ses caravanes» (campagnes contre les turcs), n’a pas voulu prononcer ses vœux. Il est devenu page de la chambre de Louis XIII puis lieutenant des Gardes et a pris part aux grandes batailles de la Guerre de Trente Ans. En considération de ses services, il a été nommé par Gaston d’Orléans gentilhomme de sa chambre. Il a épousé en 1645 Marie d’Estrappes dont la famille occupe d’importantes charges à Paris et auprès du roi et possède en province le château de Menetou-Couture. Les Guillon seront dès lors seigneurs de Marmousse et Menetou. Outre leur fils Léonard baptisé le 5 juin 1653 à Garnay, ils ont deux filles, Barbe et Françoise-Marguerite. Les années passent: les mariages et les baptêmes se succèdent en l'église de Garnay, tout comme les inhumations, celle de François de Guillon, prieur de Garnay pendant 28 ans, et celle de Geneviève de Guillon, religieuse et administratrice de l'Hôtel-Dieu.
En 1689, le prieur de Garnay, Louis de Sanlecque, compose une pièce en vers à M. Bontemps, gouverneur de Versailles. Il y dresse un tableau peu élogieux de Garnay où les crapauds et grenouilles chantent l’office avec lui, où les cinq moulins font grand bruit. Il n'est pas plus tendre avec ses habitants, «cinq-cents gueux couverts de haillons, point de dévote à confiture, point de pénitente à bouillons.» Seul le seigneur a son estime mais loin de lui l’idée de trop fréquenter le château et sa dame, même s'il a déjà 37 ans et que la dame des lieux, Marie d’Estrappes, a 69 ans, âge très avancé pour l’époque. Voici un extrait de son épître:
.
Tout est dans mon désert ou marais ou montagne ;

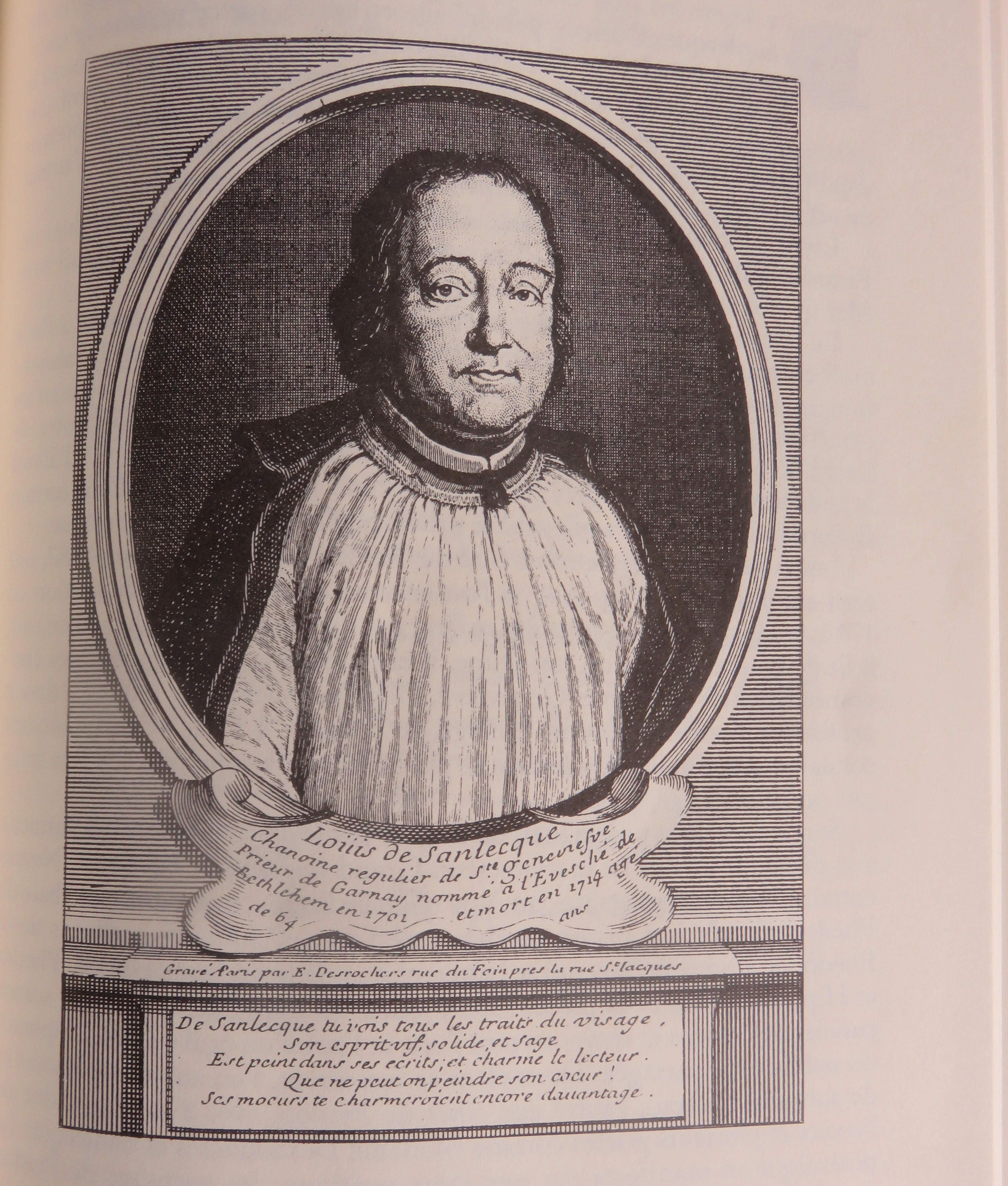
Louis de Sanlecque (1652-1714)

Un seul chemin de fange est toute ma campagne :

Là le temps est si long et le brouillard si noir

Que je prends tous les jours le matin pour le soir.

Bon Dieu, quel Tivoly pour un enfant d'Horace ! …

Mon village est plein de gros manans,

Picardz en apparence, et dans le fond Normans…

Excepté le seigneur qui vit en galant homme,

Tout est fourbe à Garnay, mais fourbe autant qu'à Rome.

Pour estre guay, dis-tu, vois souvent ce seigneur.

Qui ? moi ? Le voir souvent ? Oh non ! j'ai trop d'honneur.

On publieroit bientost que j'en veux à sa femme,

Quoique mil six cent vingt ayt veu naistre la dame.
Le 11 octobre 1692 est inhumé Antoine de Guillon, mort dans sa soixante-quinzième année. La seigneurie revient à Léonard, en indivision avec ses beaux-frères, Urbain de Tilly, seigneur d’Acon, époux de Barbe et Jacques La Vallée, seigneur de la Roche, époux de Françoise-Marguerite. Léonard, de son mariage avec Marie-Françoise-Denise de Grenésie, a deux filles, Marie-Françoise née en 1687 et Léonarde née en 1689. Ayant dû quitter l’armée à cause d’une blessure, il a obtenu en 1690 des lettres de provision d’office de maître particulier des eaux et forêts du comté du Dunois. Quand il meurt à l’âge de 47 ans, le 11 juillet 1700, Léonarde est qualifiée de dame de Garnay.

### La famille Maynon au XVIIIesiècle

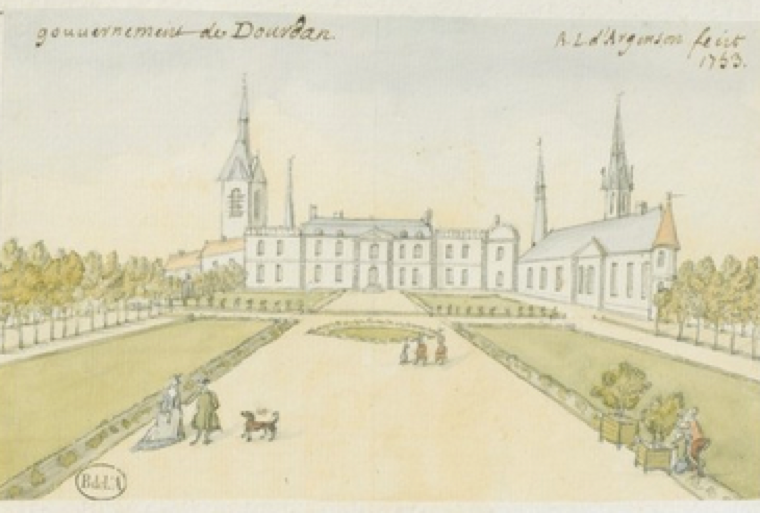
Château du Parterre à Dourdan.

La sœur de Léonarde a épousé son cousin Marcellin de Guillon, seigneur de Menetou-Couture. C’est donc à lui qu’échoit la vente de la seigneurie de Marmousse acquise, le 15 juin 1714, par Michel-Jacques Lévy et sa femme Marie-Elisabeth Hallé moyennant 124 000 livres. Le 14 octobre 1714 est baptisée en l’église de Garnay leur fille Marguerite. Marmousse ne reste en leur possession que 4 ans. Dès 1723, M. Lévy qui est trésorier-payeur de la Chambre des Comptes et grand bailli d’épée du comté de Dourdan, achète la terre de Rouillon avec ses arrière-fiefs qui enveloppent une grande partie de la ville de Dourdan où sa famille possédait déjà des maisons et terrains derrière l’église Saint-Pierre. Il fait élever à cet endroit sa demeure accolée aux remparts dont le vaste jardin gagné sur les terres au-delà de l’enceinte urbaine lui vaut le nom de château du Parterre.
La seigneurie de Marmousse et Chambléan est vendue le 26 janvier 1719 à Vincent Maynon d’Invault (1668-1736) moyennant 234 050 livres. Ce dernier, issu d’une famille anoblie par charge de secrétaire du roi, est conseiller au Parlement. Plus opulente qu’illustre, la famille Maynon est apparentée aux plus grandes familles de robe, telles que les Lamoignon, les Roujault ou les Feydeau. Vincent Maynon, premier du nom, (1645-1728) était écuyer, seigneur des baronnies de Chambon, Corville, Farcheville, Valpuiseaux, Villemartin et autres lieux (Essonne), secrétaire du roi, surintendant des finances, bâtiments et jardins du duc de Berry de 1711 à 1714, directeur des Maison et Finances de la duchesse du Berry. La famille porte pour armes d'azur à trois gerbes de blé d'or.
Le jeune Vincent Maynon a épousé le 16 août 1699, la fille cadette de Jules Hardouin-Mansart. Leur contrat de mariage a été signé par Louis XIV, la famille royale, Madame de Maintenon et les plus hauts dignitaires de la Cour. La jeune épouse meurt en couches le 13 juillet 1700. Vincent Maynon ne se remarie que le 24 juillet 1712 avec Agnès Bouvard de Fourqueux, fille de Michel Bouvard de Fourqueux et de Claudine-Marguerite Hallé. De cette union naissent trois fils entre 1716 et 1721: Vincent-Michel, Guillaume-François et Etienne. À la naissance de leur premier enfant, Vincent Maynon a déjà 48 ans. Il possède de nombreux biens dans la capitale et sa région, dont les terres de son père en Hurepoix et en Orléanais. Le 22 mars 1728, il acquiert, moyennant 155 000 livres, l'hôtel de Livry, sis au 23 rue de l'Université à Paris. Frappé d'incapacité, à la suite de plusieurs crises d’apoplexie, Vincent Maynon se voit interdire l'administration de ses biens par sentence du Châtelet du 27 août 1732, juste avant le décès de sa femme survenu à l'âge de 40 ans. La curatelle est confiée à Étienne-Vincent Roujault, en qualité de beau-frère, jusqu’au décès de Vincent Maynon le 27 avril 1736 et au partage des biens en 1741.

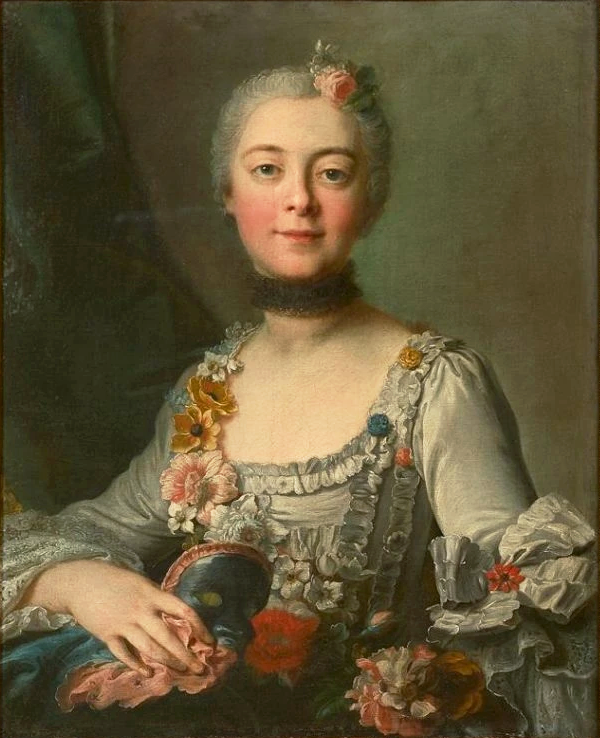
Anne-Nicole de Lamoignon de Malesherbes, comtesse de Sénozan, par Jean Valade (1718-1794).

Vincent-Michel, le fils aîné, président de la 4e chambre des enquêtes au Parlement de Paris, hérite du château de Farcheville. Marmousse échoit à Guillaume-Marie-François, qui après avoir été mousquetaire du roi en la première compagnie et cornette blanc de la cavalerie de France en 1742 est devenu trois ans plus tard officier de la cavalerie. Étienne, promis à un bel avenir et connu sous le nom d’Étienne Maynon d’Invault, reçoit la seigneurie de Serbonnes, Villemanoche dans l’Yonne. Il reste aux yeux du curé de Garnay le jeune seigneur de Marmousse et à ce titre, le parrain de la nouvelle cloche baptisée le 13 décembre 1744 sous le nom de sa marraine, Anne-Nicole Lamoignon de Malesherbes, petite-cousine par alliance des Maynon. Guillaume-François Maynon offre à Garnay la grande croix, bénie le 24 mai 1759, pour lequel «il a fourni le bois, payé la main d’œuvre des charpentiers et la peinture du vitrier». Le 11 janvier 1771, à 4 heures du jour, meurt au château Françoise-Thérèse Grimod de la Reynière, femme de Chrétien-Guillaume de Lamoignon de Malesherbes. Âgée de 35 ans, elle se serait suicidée et sans avoir reçu les saints sacrements, elle a été inhumée dans le tombeau des seigneurs de Garnay.
En 1789, les cahiers de doléances sont portés à Montfort l’Amaury et l’esprit révolutionnaire gagne rapidement Garnay, où les paysans traquent les prêtres non assermentés sur les routes de l’exil en septembre 1792. Voici le récit de l’un d'eux: « Il était 5 heures du soir. Nous approchions de Garnay… Nouvelle alarme, nouveaux dangers. Nous entendons battre la caisse… Nous apercevons deux hommes avec des figures terribles et armés de brocs qui s’avancent vers l’endroit où nous sommes cachés… Aucun de ces paysans ne nous aperçut… Nous descendons alors dans une large et profonde vallée. Deux ruisseaux et la rivière de Dreux s’opposent à notre passage. Nous les traversons à gué, nous sautons les fossés, nous nous faisons jour à travers les haies les plus épaisses, aux dépens de nos mains et de nos visages. Enfin, nous sortons des broussailles et de la vallée. »

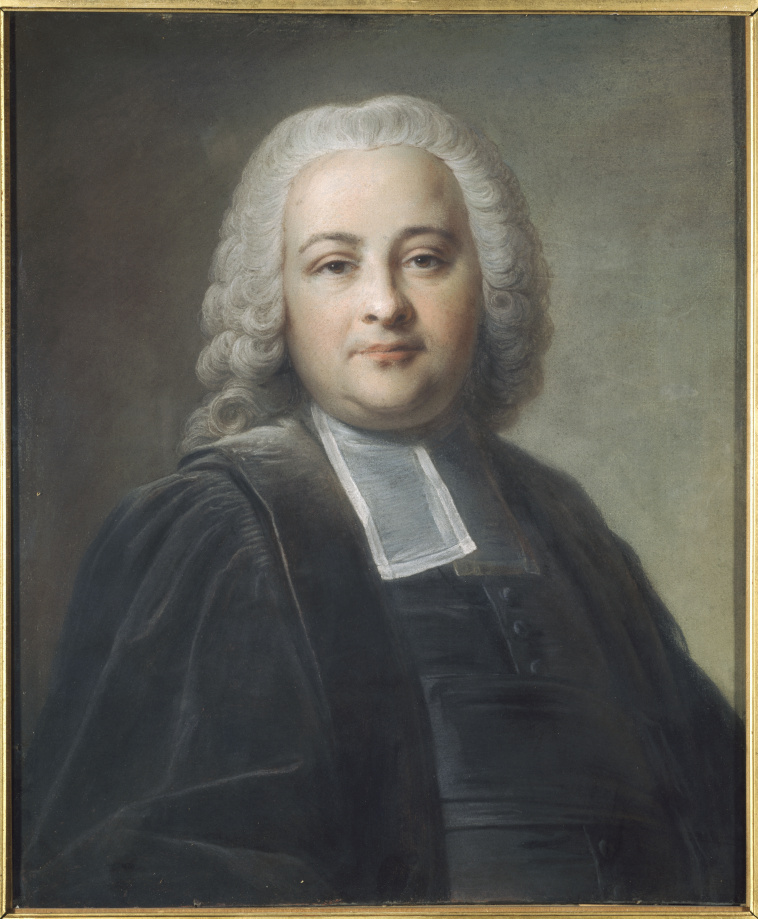
Chrétien-Guillaume de Lamoignon de Malesherbes (1721-1794).

Le 7 septembre 1793, naît la Société populaire de Dreux sous l’impulsion de deux citoyens de Garnay: l’instituteur, Dageon, et un ancien dragon déserteur du nom de Bouchet qui en devient le premier président avant d’être promu agent national du Comité de Salut Public en 1794. Sur la liste des condamnés à mort figurent deux nobles, proches voisins des seigneurs de Marmousse: Jean-Honoré Robert, seigneur de l’Épinay, des Corvées, de Chambléan et de Loinville et François-Charles-Alexandre de la Rivière, seigneur d’Imbermais et autres lieux, ancien mousquetaire de la 2nde compagnie. Le danger s’abat aussi sur la famille Maynon, en la personne d’Étienne d’Invault, arrêté et emprisonné avec sa femme, du 10 au 30 octobre 1793, à Versailles. Chrétien-Guillaume de  Lamoignon de Malesherbes, sa fille et ses petites-filles meurent sur l’échafaud en avril 1794. Les trois frères Maynon se font discrets. Le cadet, Étienne, séparé de sa femme qui a rejoint le château familial de Fourqueux, vit 2 rue aux Miettes, à Saint-Germain-en-Laye. L’aîné, Vincent-Michel, use de sa tempérance pour sauver son château de Farcheville, arguant du fait qu’il est devenu une exploitation agricole, afin que seuls les symboles de la féodalité comme les mâchicoulis, les arcades et les armoiries disparaissent. Quant à Guillaume-François, nous ne savons pas s’il a préféré résider dans son château de province ou dans l’hôtel familial parisien pour échapper à la tourmente. Il meurt à l’âge de 86 ans, le 9 décembre 1805, non pas au château mais en sa maison de la rue de la Porte Neuve (actuelle rue Sénarmont) à Dreux.

### Les familles Septeuil et Bouexic de Pinieux au XIXesiècle
Aucun des trois frères n’ayant de descendance, leurs seules héritières sont Mme Bouvard de Fourqueux et Pauline de Lamoignon de Malesherbes. Le 9 avril 1807, elles aliènent la seigneurie, à savoir le château et les huit fermes, à M. Jean-Baptiste Tourteau de Septeuil (1754-1812), moyennant 432 000 francs. Ce dernier, très dévoué à la famille royale, a émigré à Hambourg. En 1780, il était un des quatre premiers valets de chambre de Louis XVI, en 1783 receveur général des Finances de Champagne puis trésorier de la liste civile de Louis XVI.  En 1808, M. de Septeuil, qui veut éviter le passage des habitants sur ses terres, propose une subvention de 400 francs pour reconstruire le pont détruit en 1790 qui mène de Garnay à Marville-Moutiers-Brûlé. Mais le conseil municipal juge la dépense de 1210 francs trop importante et repousse les travaux qui ne sont réalisés qu’en 1838.
Le château de Marmousse parvient ensuite par héritage à son gendre Charles-Auguste du Bouëxic de Pinieux (1779-1851) qui a épousé, le 19 mars 1808, Constance-Stéphanie Tourteau de Septeuil. Il est le fils de Joseph-Augustin Bouexic de Pinieux, ancien militaire, issu d’une grande famille bretonne et seigneur des Coudreaux en Eure-et-Loir. Décédé en 1799 à Marboué, ce dernier n’a pas émigré et est, dit-on, resté au milieu de sa famille, bénéficiant de l’appui des habitants. Sous la Restauration, le comte de Pinieux occupe différentes fonctions : maire de Garnay en 1814, conseiller général et député d’Eure-et-Loir de 1824 à 1830. Il meurt en son château le 16 octobre 1851.

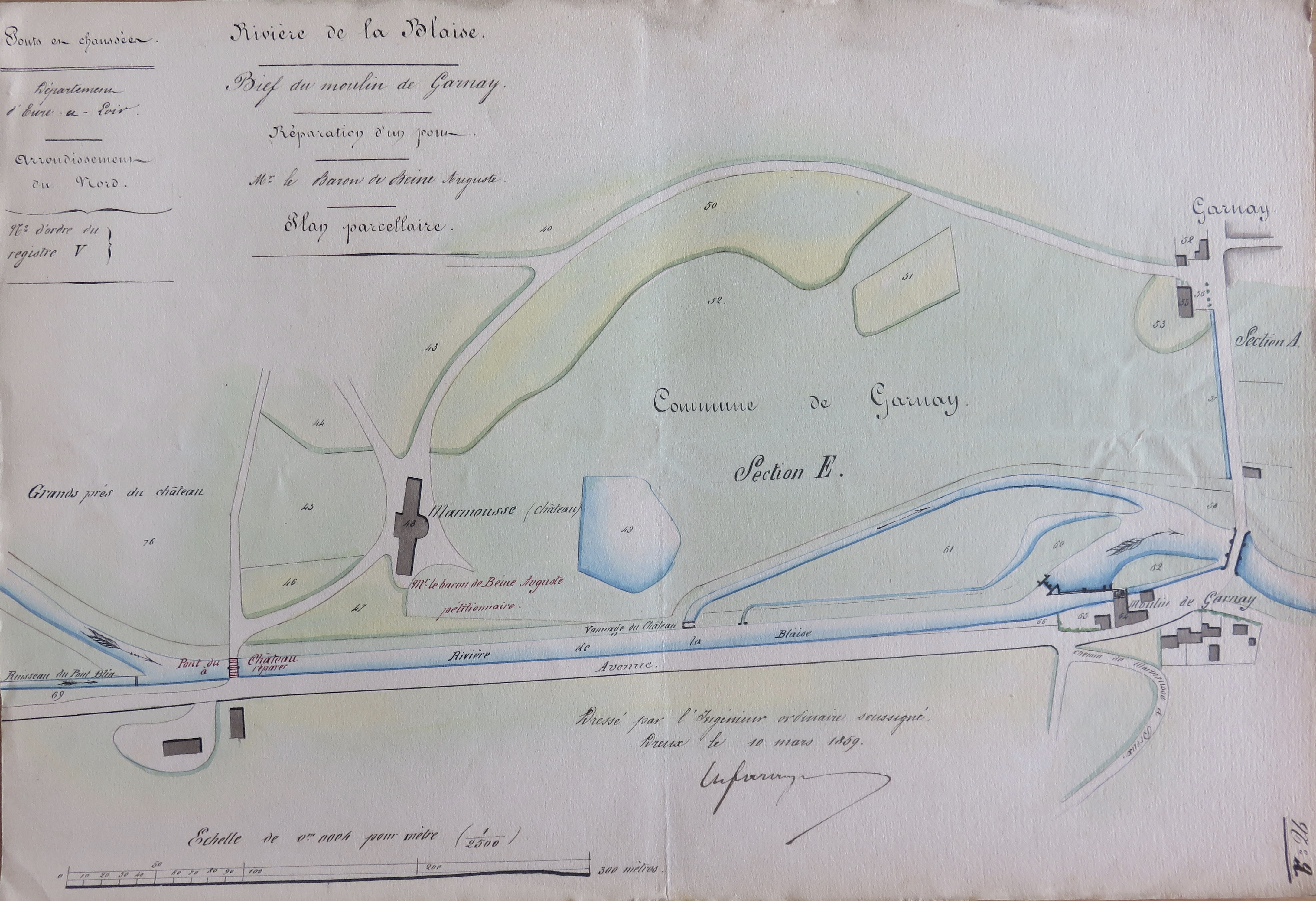
Plan de la Blaise au niveau du moulin de Garnay en 1859 (A.D.28)

Le domaine passe alors à son gendre, le baron Nicolas-Auguste Graillet, baron de Beine qui entretient des relations tendues avec les habitants de Garnay. Quand il veut reconstruire en 1860 l’esseau de prise d’eau de la Grenouillère, le maire et les habitants font remarquer que l’eau que laisse perdre l’esseau a pour effet d’entretenir un courant dans les fossés de dérivation qui alimente les lavoirs et abreuvoirs et leur permet de satisfaire leurs besoins domestiques. Ils demandent une ouverture de prise d’eau dans la vanne qui est acceptée du bout des lèvres par M. de Beine. Celui-ci insiste pour que soit bien constaté qu’il ne s’agit pas pour eux de l’exercice d’un droit mais bien d’une pure concession de sa part de laquelle il ne saurait résulter pour eux le droit de pénétrer dans sa propriété. Enfin il entend bien que les frais supplémentaires soient supportés par eux.  Après l’inondation de 1866 où les habitants de Garnay se sont tous mobilisés, une enquête d’utilité publique est soumise aux propriétaires en vue d’un exhaussement des digues du côté gauche de la Blaise. Convaincu qu’on veut lui faire supporter tous les frais, en tant que grand propriétaire, et persuadé de l’effet néfaste des travaux sur son moulin situé sur la rive droite, il est l’un des rares propriétaires qui s’oppose à la mesure. Il est d'avis que la dépense doit être réglée par ceux qui la sollicitent. Entre 1872 et 1883, la ligne de chemin de fer de Rouen à Orléans passe dans le parc du château. Cette fois, il n’a pas à débourser d’argent, au contraire, il reçoit une indemnité conséquente. Deux ans après son décès le 24 mars 1887, Marmousse revient au vicomte Adolphe Odoard Le Rebours, époux d’Alix-Marie-Charlotte, fille unique du précédent propriétaire. Ce dernier est propriétaire d’un château, celui de Coolus dans la Marne, localité dont il est maire entre 1871 et 1879 et entre 1884 et 1896.
Pendant la guerre franco-prussienne, le 17 novembre, des gardes nationaux de Garnay prennent part au combat d’Imbermais. Les troupes françaises doivent se replier et les Prussiens, descendus sur les bords de la Blaise, cherchent à forcer les grilles du château afin de prendre par derrière le corps des mobiles d’Eure-et-Loir. N’ayant pu réussir, ils remontent sur le plateau, après avoir échangé des tirs dans les bois de Marmousse. Du 25 novembre au 10 décembre 1870, le château héberge l’état-major du 7ème régiment de cuirassiers blancs tandis que 210 soldats sont cantonnés dans le village.

### La famille Thureau-Dangin du début du XXesiècle à nos jours

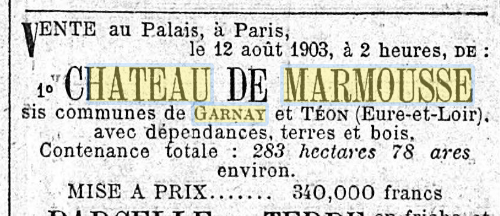
Vente du château de Marmousse sis commune de Garnay en 1903.

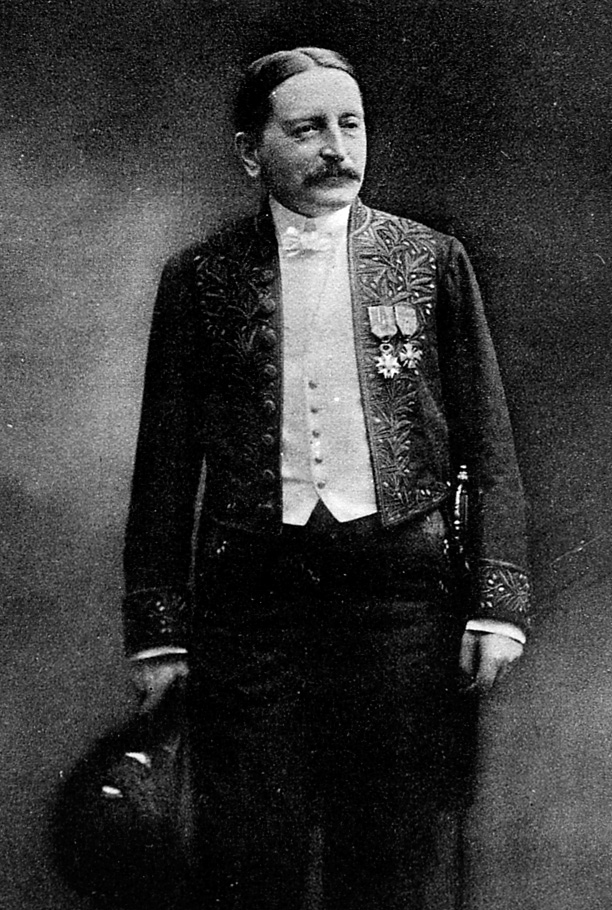
François Thureau-Dangin (1872-1944).

À la mort du vicomte Adolphe Odoard Le Rebours le 2 novembre 1902, la propriété est mise en vente et acquise en 1905 par François Thureau-Dangin. Celui-ci a acquis sa notoriété comme orientaliste et a dirigé de nombreuses campagnes de fouilles. Attaché au département des Antiquités orientales et de la céramique antique, il est devenu conservateur adjoint du département des Antiquités chaldéennes en 1908 et conservateur du département des Antiquités. Mobilisé du 2 août 1914 au 8 janvier 1919, il est décoré de la croix de guerre et fait chevalier de la Légion d’honneur.

De nos jours, le château de Marmousse est toujours en possession de la famille.

## Galerie d'images

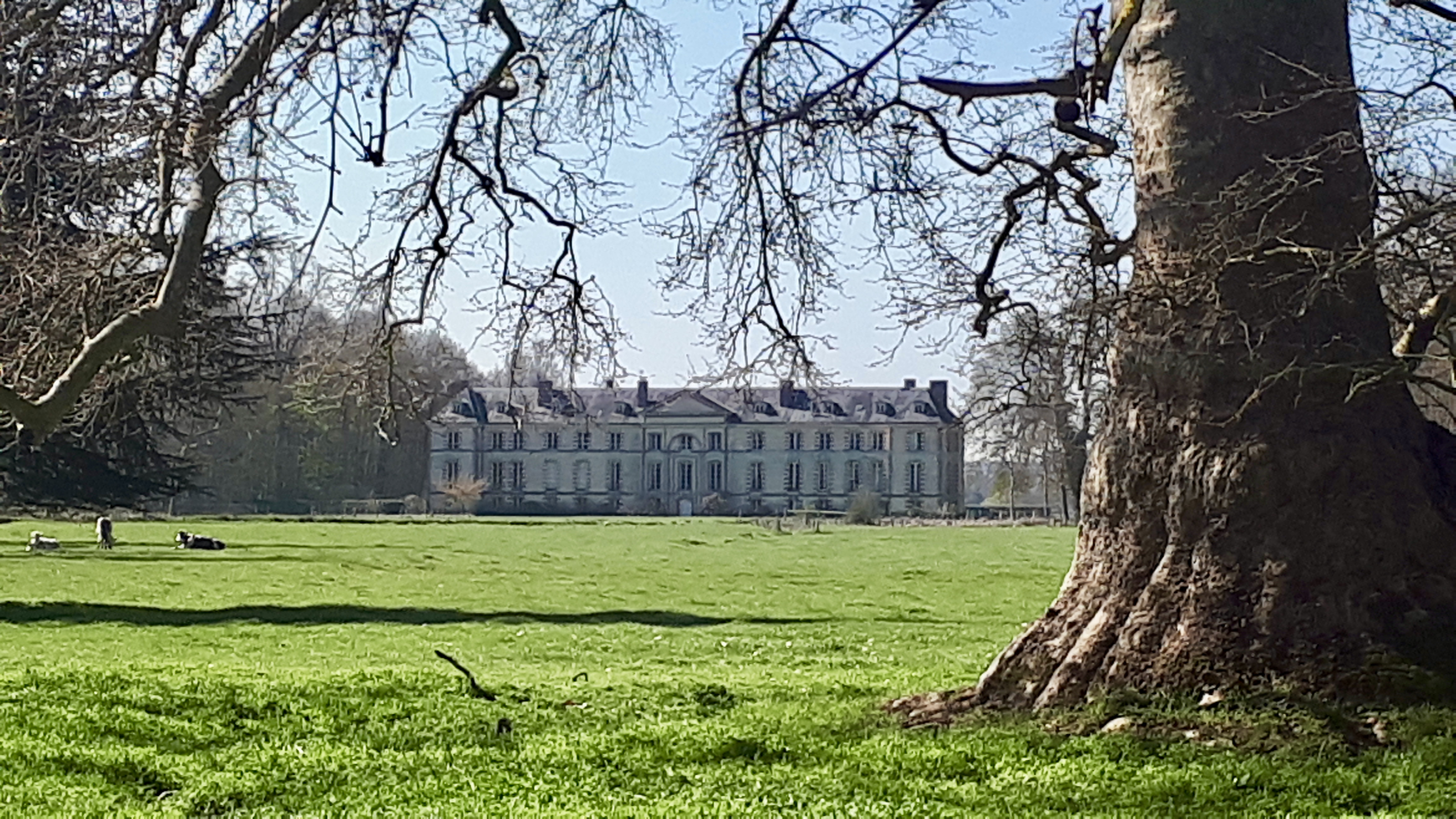
Le château et ses arbres centenaires.
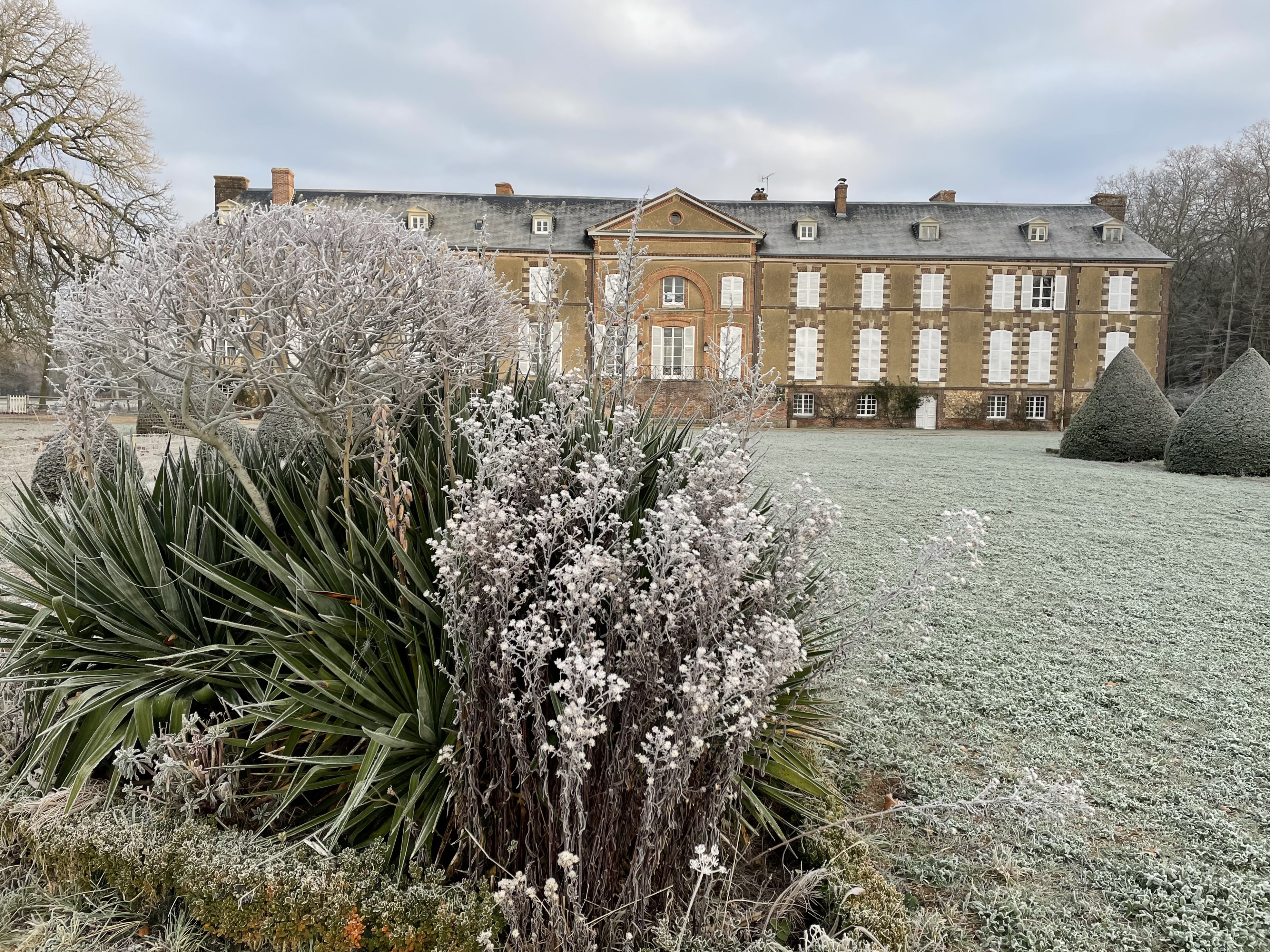
Le château en hiver.
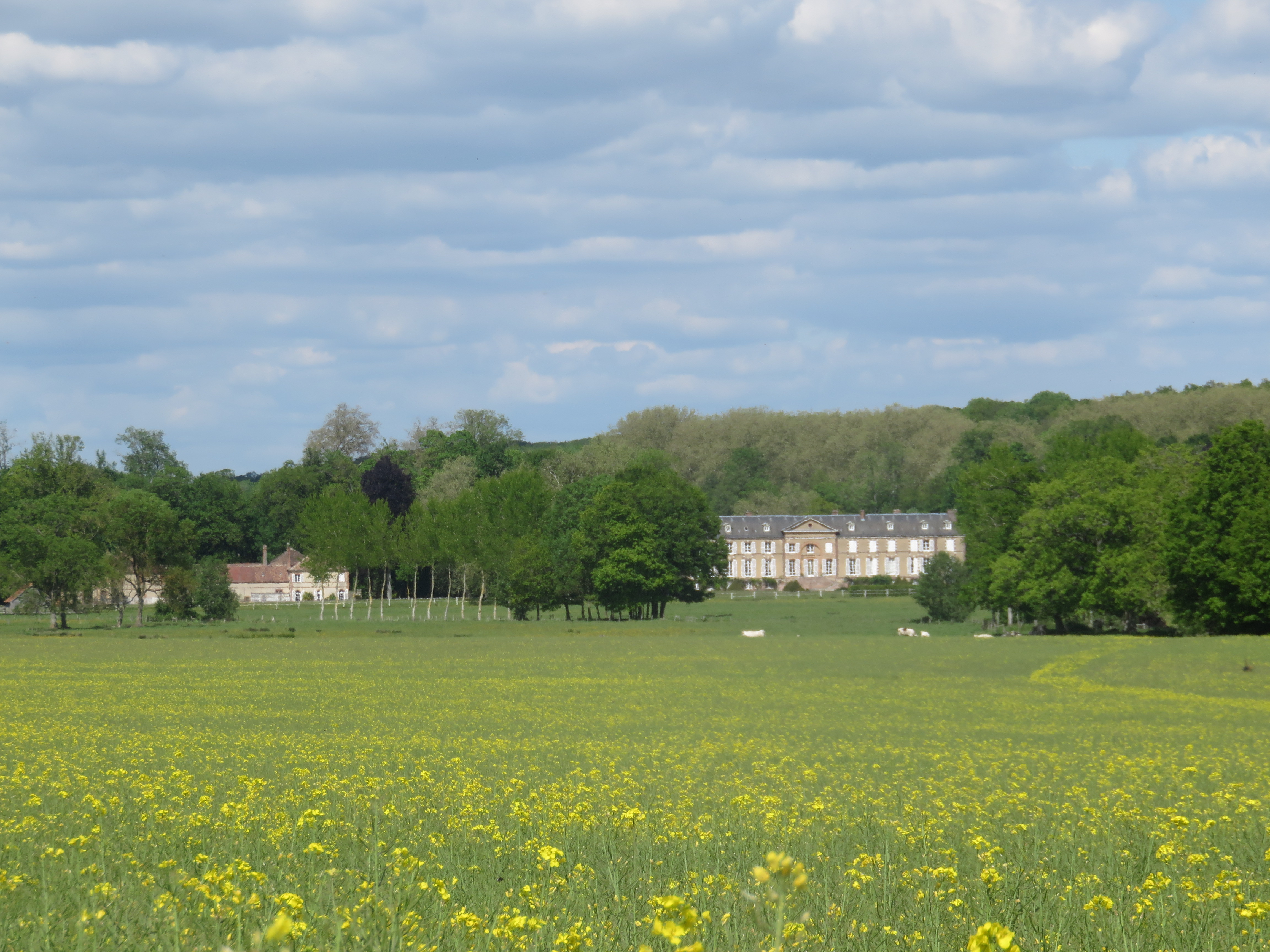
Le château au printemps.
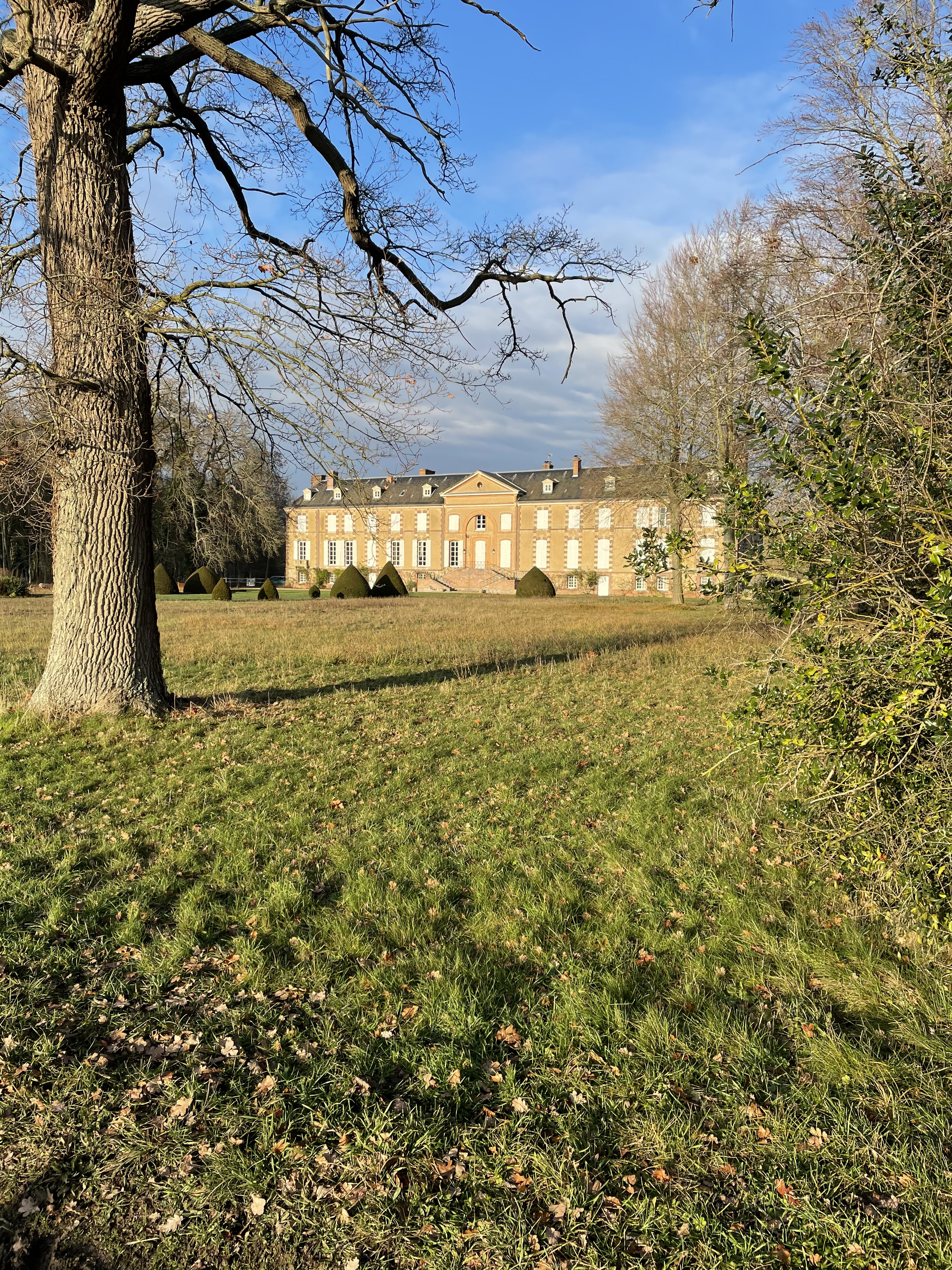
Le château baigné par la lumière du soleil.
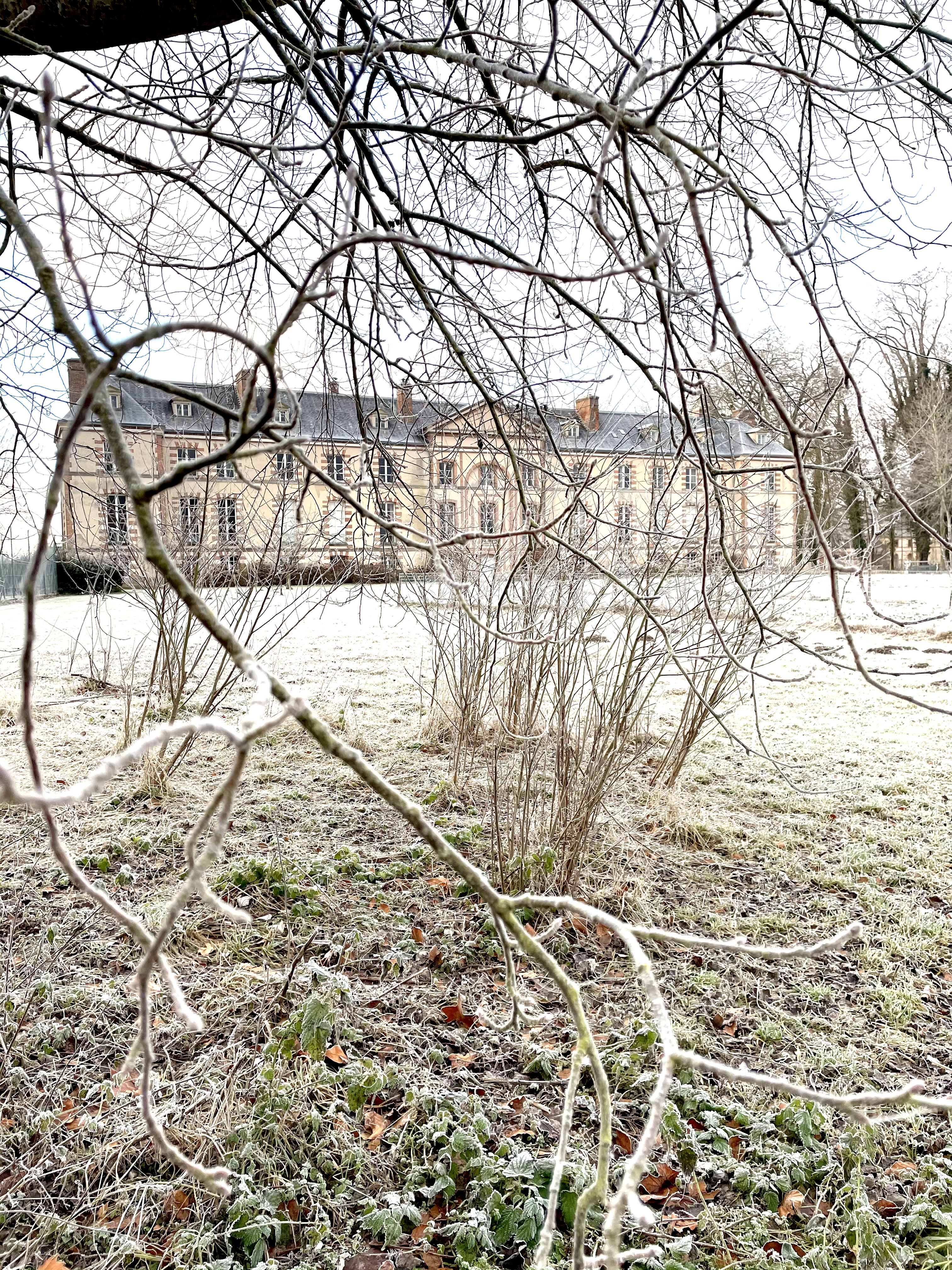
Le château derrière des entrelacs de branches givrées.
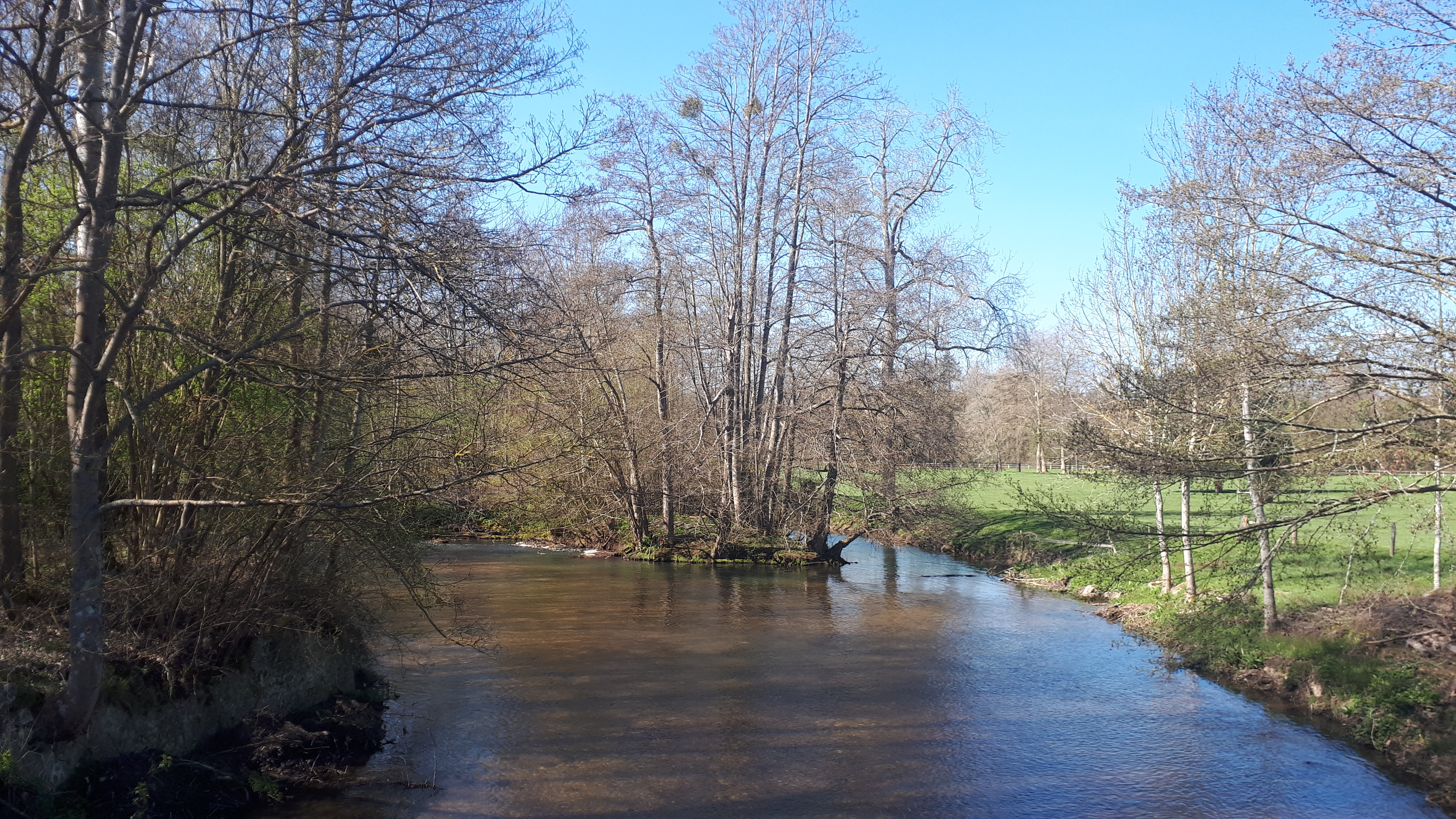
La Blaise.